# Vannes-sur-Cosson
Vannes-sur-Cosson település Franciaországban, Loiret megyében. Lakosainak száma 602 fő (2022. január 1.). Vannes-sur-Cosson Tigy, Souvigny-en-Sologne, Isdes, Neuvy-en-Sullias, Sennely és Viglain községekkel határos.

## Népesség
A település népessége az elmúlt években az alábbi módon változott:
| Lakosok száma | 330  | 366  | 455  | 579  | 589  | 587  | 602  | 614  | 614  | 602  |
|               | 1968 | 1982 | 1990 | 2006 | 2013 | 2015 | 2017 | 2019 | 2020 | 2022 |